# 1981 في إيطاليا
فيما يلي قوائم الأحداث التي وقعت خلال عام 1981 في إيطاليا.

## سياسة

### تعيين في المنصب
- 28 يونيو – جيوفاني سبادوليني رئيس وزراء إيطاليا.

### انتهاء فترة المنصب
- 12 سبتمبر – أوجينيو مونتالي عضو مجلس الشيوخ مدى الحياة.

## أفلام
من الأفلام التي صدرت هذه السنة في إيطاليا:
- 1 يناير – الجحيم من إخراج لوسيو فولكي.

## كتب
من الكتب التي صدرت هذه السنة في إيطاليا:
- 1 يناير – اسم الوردة من تأليف أومبرتو إكو.
- 1 يناير – مخطوطة سيرافيني من تأليف لويجي سيرافيني.

## مواليد

### يناير
- 9 يناير – ايمانويل سيلا درّاج طريق إيطالي.
- 21 يناير – روبيرتو غوانا لاعب كرة قدم إيطالي.
- 24 يناير – ماريا إلينا بوسكي سياسية إيطالية.
- 31 يناير – دانيلو نابوليتانو درّاج طريق إيطالي.

### فبراير
- 8 فبراير – ايمانويل بيرارلي لاعب كرة طائرة إيطالي.
- 14 فبراير – ماتيو بريغي لاعب كرة قدم إيطالي.
- 21 فبراير – دانييلي فيكانيا لاعب كرة قدم إيطالي.
- 23 فبراير – دافيدي مارتشيني لاعب كرة قدم إيطالي.
- 25 فبراير – أليساندرو بوديل لاعب كرة قدم إيطالي.

### مارس
- 11 مارس – جيامبييرو بينزي لاعب كرة قدم إيطالي.
- 23 مارس – جوزيبي سكولي لاعب كرة قدم إيطالي.
- 25 مارس – جانلوكا بيغولو لاعب كرة قدم إيطالي.
- 26 مارس – ماسيمو دوناتي لاعب كرة قدم إيطالي.

### أبريل
- 14 أبريل – إلفيس أبروتشاتو لاعب كرة قدم إيطالي.
- 28 أبريل – إيلاري بلازي
- 30 أبريل – كريستيان ريموندي لاعب كرة قدم إيطالي.

### مايو
- 6 مايو – غولييلمو ستينداردو لاعب كرة قدم إيطالي.
- 8 مايو – أندريا بارزالي لاعب كرة قدم إيطالي.
- 28 مايو – ميشيل فيري لاعب كرة قدم إيطالي.
- 30 مايو – جيانماريا بروني سائق سيارة سباق إيطالي.
- 31 مايو – دانييلي بونيرا لاعب كرة قدم إيطالي.

### يونيو
- 11 يونيو – إميليانو موريتي لاعب كرة قدم إيطالي.
- 23 يونيو – جوليو ميجلياشيو لاعب كرة قدم إيطالي.
- 26 يونيو – باولو كانافارو لاعب كرة قدم إيطالي.
- 28 يونيو – مارا سانتانجلو لاعبة كرة مضرب إيطالية.
- 30 يونيو – أليساندرو بيس ممثل إيطالي.

### يوليو
- 2 يوليو – جيوفاني أباتي لاعب كرة قدم إيطالي.
- 14 يوليو – بوتيتو ستاراشي لاعب كرة مضرب إيطالي.
- 24 يوليو – إيليسا كوزما منافِسة أوليمبية إيطالية.

### أغسطس
- 4 أغسطس – سيموني ديل نيرو لاعب كرة قدم إيطالي.
- 10 أغسطس – تشيرو كابوانو لاعب كرة قدم إيطالي.
- 18 أغسطس – إيلينا سانتاريلي
- 25 أغسطس – لويجي لافيتشيا لاعب كرة قدم إيطالي.
- 27 أغسطس – ألساندرو غامبيريني لاعب كرة قدم إيطالي.

### سبتمبر
- 5 سبتمبر – فيليبو فولاندري لاعب كرة مضرب إيطالي.
- 10 سبتمبر – فيليبو بوزاتو درّاج طريق إيطالي.
- 11 سبتمبر – أندريا دوسينا لاعب كرة قدم إيطالي.
- 17 سبتمبر – فرانشيسكو ألدي لاعب كرة مضرب إيطالي.
- 19 سبتمبر – داميانو كيونقو درّاج طريق إيطالي.
- 25 سبتمبر – أنجليو بالومبو لاعب كرة قدم إيطالي.

### أكتوبر
- 5 أكتوبر – روبرتا دادا لاعبة كرة قدم إيطالية.
- 11 أكتوبر – دافيدي سوتشي لاعب كرة قدم إيطالي.
- 15 أكتوبر – فرانشيسكو بينوسي لاعب كرة قدم إيطالي.
- 26 أكتوبر – لورنزو لانزي متسابق دراجات نارية إيطالي.

### نوفمبر
- 12 نوفمبر – سيرجيو فلوكاري لاعب كرة قدم إيطالي.

### ديسمبر
- 6 ديسمبر – فيديريكو بالزاريتي لاعب كرة قدم إيطالي.
- 8 ديسمبر – فرانشيسكا شوقي
- 11 ديسمبر – فرانشيسكو تشاردينا لاعب كرة قدم إيطالي.
- 15 ديسمبر – باولو لورينزي لاعب كرة مضرب إيطالي.
- 21 ديسمبر – كريستيان زاكاردو لاعب كرة قدم إيطالي.

## وفيات

### يناير
- 1 يناير – جيوفاني براغولين (مواليد 1911) رسام إيطالي.

### فبراير
- 24 فبراير – لويس ج. كاموتي (مواليد 1893)

### يونيو
- 2 يونيو – رينو غايتانو (مواليد 1950)

### يوليو
- 14 يوليو – أوغوستو ماليي (مواليد 1923) لاعب كرة قدم إيطالي.
- 18 يوليو – أرماندو بيفيرلى (مواليد 1921) درّاج طريق إيطالي.

### أغسطس
- 12 أغسطس – أنجلو موراتي (مواليد 1909)

### سبتمبر
- 12 سبتمبر – أوجينيو مونتالي (مواليد 1896) شاعر إيطالي.
- 21 سبتمبر – كارلو بانديرولا (مواليد 1915) متسابق دراجات نارية إيطالي.

### نوفمبر
- 3 نوفمبر – إرالدو مونزيليو (مواليد 1906) لاعب ومدرب كرة قدم إيطالي.

### ديسمبر
- 31 ديسمبر – باولوا ماتسا (مواليد 1901) لاعب كرة قدم إيطالي.